# Кушк (район)

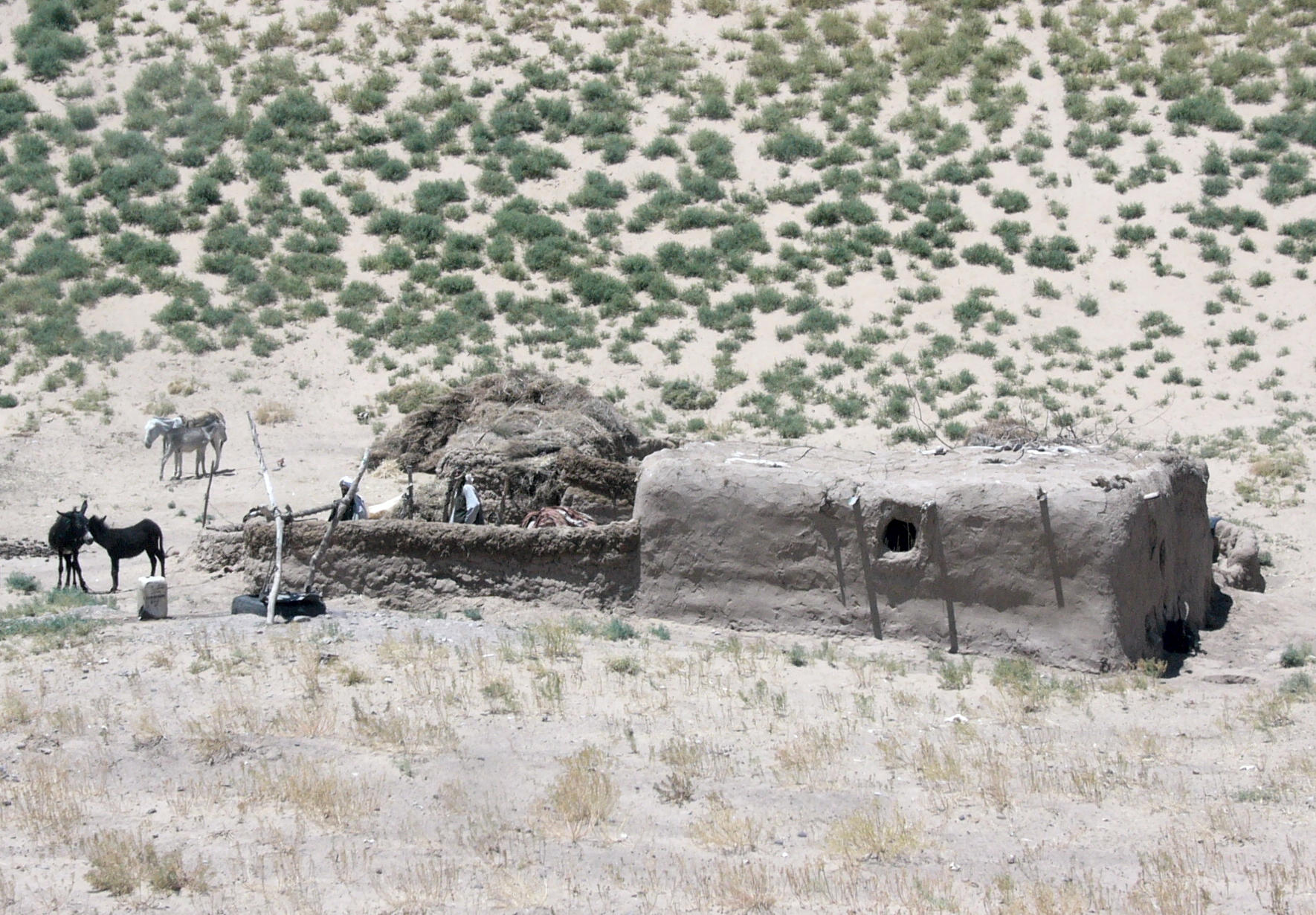
Кишлак

Кушк (дари کشک Košk, пушту کشک‎, возможно от «кишик» — охрана) — один из районов афганской провинции Герат находящийся на границе с Туркменией. Название по Кушкинской долине (река Кушка, приток Мургаба). Из туркменского приграничного города Серхетабад (бывшая русская военная крепость Кушка) в кушкинский город Торгунди (Торагунди) в 1985 году проложена железная дорога с шириной колеи 1520 мм (продолжение железнодорожной ветки Мары — Серхетабад). Движение по этой дороге восстановлено в 2007 году. Торгунди связан автомобильной дорогой с Гератом.